# Broadcom Corporation
Broadcom Corporation — бывшая американская корпорация, разработчик интегральных микросхем для устройств связи.

## История
Генри Самуэль и Генри Николас основали Broadcom в 1992 году в Лос-Анджелесе, три года спустя компания переехала в Ирвайн.
В 2003 году FSF обнаружила нарушение компанией Broadcom условий GPL-лицензии, под которой распространялся исходный код, использованный компанией в драйвере для чипсета маршрутизатора 802.11g — вопреки условиям лицензии, код драйвера не был опубликован.
В июне 2007 года Комиссия США по международной торговле запретила импорт новых мобильных телефонов на чипах Qualcomm, обнаружив, что они реализуются в нарушение патентов, принадлежащих компании Broadcom. Патенты касались технологических решений в программном обеспечении, позволяющих продлить время работы аккумулятора телефона.
Компания приняла участие в Open Handset Alliance — объединении, занимающемся разработкой открытых стандартов для мобильных телефонов.
Компания разрабатывала, заказывала у сторонних производителей и продавала микросхемы и платы, в том числе процессоры, контроллеры и адаптеры. Компания входила в двадцатку мировых лидеров по продажам полупроводниковых приборов.
В мае 2015 года компания Avago Technologies объявила о намерении приобрести компанию Broadcom Corporation. После завершения сделки в начале 2016 года новое объединённое предприятие стало носить имя Broadcom Limited (зарегистрированное в Сингапуре), став седьмым по величине разработчиком полупроводниковых приборов с годовым оборотом около 15 млрд $. Президент и гендиректор Avago Хок Тан (Hock Tan) стал руководить новым предприятием, а сооснователь и глава Broadcom Corp. по технологиям Генри Самуэли стал главой по технологиям объединённой компании.

## Логотип
Эмблема включает жирный чёрный текст, расположенный поверх красной волны, которая имеет форму спектра сигнала с главным и побочными лепестками.

## Приобретения
В разные годы Broadcom приобретал различные компании для быстрого выхода на новые рынки:
| Дата          | Приобретаемая компания                                  | Сумма (долл. США)          | Продукция                                                                               |
| ------------- | ------------------------------------------------------- | -------------------------- | --------------------------------------------------------------------------------------- |
| Январь 1999   | Maverick Networks                                       | 104 млн                    | мультисервисные коммутаторы для корпоративных сетей                                     |
| Апрель 1999   | Epigram                                                 | 316 млн                    | домашние сети                                                                           |
| Июнь 1999     | Amedia Labs                                             | 20 млн                     | разработка SoC                                                                          |
| Август 1999   | HotHaus Technologies                                    | 280 млн                    | программное обеспечение DSP для VoIP                                                    |
| Август 1999   | Altocom                                                 | 180 млн                    | программное обеспечение для софт-модемов                                                |
| Январь 2000   | BlueSteel Networks                                      | 123 млн                    | процессоры безопасности                                                                 |
| Март 2000     | Digital Furnace Corp                                    | 136 млн                    | программное обеспечение сжатия данных                                                   |
| Март 2000     | Stellar Semiconductor                                   | 162 млн, акциями           | процессоры для 3D-графики                                                               |
| Июнь 2000     | Pivotal Technologies                                    | 242 млн, акциями           | чипы для цифрового видео                                                                |
| Июль 2000     | Innovent Systems                                        | 500 млн, акциями           | чипы Bluetooth                                                                          |
| Август 2000   | Puyallup Integrated Circuit Company                     |                            | компоненты для SoC                                                                      |
| Июль 2000     | Altima Communications                                   | 533 млн, акциями           | сетевые чипы                                                                            |
| Октябрь 2000  | Newport Communications                                  | 1240 млн, акциями          | трансиверы 10Gbit Ethernet                                                              |
| Октябрь 2000  | Silicon Spice                                           | 1000 млн, акциями          | чипы DSP для VoIP                                                                       |
| Ноябрь 2000   | Element 14                                              | 594 млн, акциями           | чипсеты DSL                                                                             |
| Декабрь 2000  | Allayer Communications                                  | 271 млн, акциями           | чипы для оптических сетей                                                               |
| Декабрь 2000  | Sibyte                                                  | 2000 млн, акциями          | микропроцессоры Broadband                                                               |
| Январь 2001   | VisionTech, Ltd.                                        | 777 млн, акциями           | кодирование/декодирование MPEG-2 для PVR                                                |
| Январь 2001   | ServerWorks Corp.                                       | 1003 млн, акциями          | контролеры для серверов                                                                 |
| Июль 2001     | PortaTec Corporation                                    |                            | следующие поколения портативных устройств                                               |
| Июль 2001     | Kimalink                                                |                            | каналы для беспроводных связей                                                          |
| Май 2002      | Mobilink Telecom Inc.                                   | 5,6 млн, акциями           | процессоры для сотовых телефонов                                                        |
| Март 2003     | Gadzoox Networks                                        | 5,8 млн                    | SAN                                                                                     |
| Январь 2004   | RAIDCore Inc.                                           | 16,5 млн                   | программное обеспечение для RAID-систем                                                 |
| Апрель 2004   | M-Stream Inc.                                           | 8,7 млн и 27000 акций      | технологии для улучшения беспроводных сетей                                             |
| Апрель 2004   | Sand Video Inc.                                         | 77,5 млн акциями и 7,4 млн | технологии для сжатия видео                                                             |
| Апрель 2004   | WIDCOMM Inc.                                            | 49 млн                     | программное обеспечение для Bluetooth-систем                                            |
| Апрель 2004   | Zyray Wireless Inc.                                     | 96 млн                     | процессоры для WCMDA                                                                    |
| Сентябрь 2004 | Alphamosaic, Ltd.                                       | 123 млн                    | графические процессоры для мобильных устройств                                          |
| Февраль 2005  | Alliant Networks Inc.                                   |                            | cellular gateway products                                                               |
| Март 2005     | Zeevo Inc.                                              | 26,4 млн и 2,6 млн акциями | Bluetooth-устройства                                                                    |
| Июль 2005     | Siliquent Technologies Inc.                             | 76 млн                     | контроллеры 10Gbit Ethernet                                                             |
| Октябрь 2005  | Athena Semiconductors Inc.                              | 21,6 млн                   | технологии DTV-тюнеров и Wi-Fi                                                          |
| Январь 2006   | Sandburst Corporation                                   | 75 млн и 5 млн акциями     | чипы SoC для маршрутизации Ethernet-пакетов                                             |
| Ноябрь 2006   | LVL7 Systems Inc.                                       | 62 млн                     | программное обеспечение для сетей                                                       |
| Май 2007      | Octalica Inc.                                           | 31 млн                     | поставщик технологий для Multimedia Over Coax                                           |
| Июнь 2007     | Global Locate Inc.                                      | 146 млн                    | чипы и программное обеспечение для GPS                                                  |
| Март 2008     | Sunext Design Inc.                                      | 48 млн                     | Поставщик технологий для оптических приводов                                            |
| Август 2008   | AMD (подразделение по производству процессоров для DTV) | 141,5 млн                  | Производство процессоров для цифровых телевизоров, кабельных и спутниковых ТВ-ресиверов |